# كولومان براون بوغدان
كولومان براون بوغدان (بالرومانية: Coloman Braun-Bogdan)‏ (مواليد 13 أكتوبر 1905) هو لاعب كرة قدم. يلعب مع منتخب رومانيا لكرة القدم. سبق له أن لعب في كأس العالم لكرة القدم مع منتخب بلاده.

## روابط خارجية
- كولومان براون بوغدان على موقع الاتحاد الدولي (مؤرشف)  (الإنجليزية)
- كولومان براون بوغدان على موقع قاعدة بيانات كرة القدم.إي يو (الإنجليزية)
- كولومان براون بوغدان على موقع Soccerway.com (الإنجليزية)
- كولومان براون بوغدان على موقع عالم كرة القدم.نت (الإنجليزية)